# Ye ben
Pour plus de détails, voir Fiche technique et Distribution.
Ye ben (夜奔) est un film chinois (Taïwan) de Hsu Li-kong et de Yin Chi, sur un scénario de Wang Hui-Ling et Wang Ming-xia, sorti en 2000.

## Synopsis
Se déroulant dans la Chine des années trente, le film décrit un triangle amoureux constitué de deux hommes et d'une femme, assez jeunes et encore hésitants.

## Fiche technique
- Titre : Ye ben
- Titre original : 夜奔
- Titre anglais : Fleeing by Night
- Réalisation : Hsu Li-kong et Yin Chi
- Scénario : Wang Hui-ling et Wang Ming-hsia
- Musique : Chris Babida
- Photographie : Tsai Cheng-hui
- Montage : Chen Po-wen
- Production : Chang Shi-hao et Hsu Li-kong
- Société de production : Beijing Film Studio, Beijing Rosart Film, Broadband Films, Central Motion Pictures, China Film Co-Production Corporation et Zoom Hunt International Productions
- Pays :  Taïwan et  Chine
- Genre : Drame, romance et historique
- Durée : 119 minutes
- Dates de sortie : 
  -  Taïwan : 14 octobre 2000

## Distribution
- Rene Liu : Wei Ying Er
- Huang Lei : Hsu Shaodong
- Yin Chao-te : Lin Chung
- Leon Dai : Huang Zilei
- Shu Yaoxuan
- Kuei Ya-lei

## Récompense
Il a remporté le prix du meilleur film au Festival du film gay et lesbien de Turin.